# ツィルンドルフ
ツィルンドルフ (ドイツ語: Zirndorf, ドイツ語発音: [ˈt‿sɪrndɔrf]、地元では Dsiʳndoʳf と発音する) はドイツ連邦共和国バイエルン州ミッテルフランケン行政管区のフュルト郡に位置する市で、同郡の郡庁所在地である。

## 地理

### 位置
ツィルンドルフ市はフュルトの南、ニュルンベルクの西の、ビーベルト川沿いに位置している。この川は、本市の市内では、自然に近い状態に改修されている。

### 隣接する市町村
隣接する市町村は北から時計回りに以下の通りである: フュルト、オーバーアスバッハ、シュタイン、ロスタール、アンメルンドルフ、カードルツブルク。

### 市の構成
本市は12の市区からなる。主邑ツィルンドルフの他は、公的に名称がつけられた12の地区からなる。
| - アルテ・フェステ - アンヴァンデン - バンダーバッハ - ブロナムベルク - ライヒェンドルフ - ライヒェンドルファーミューレ | - リント - ヴァイアーホーフ - ヴァインツィールライン - ヴィンタースドルフ - ヴォルフガングスホーフ - ツィルンドルフ |

## 歴史

### 語源
市名は、1297年の文書に Zirendorf、1306年に Zirndorf と記述されている。これはおそらく、864年に Zirna と記録されているスラブ人の人名 Čiŕna に由来する。他には、スラブ語で「黒い」を意味する čirny を語源とするという説がある。

### 先史時代から中世
ヒルテンアッカー地区やヴァインツィールラインの墳墓からの考古学的出土品（石製の道具、石製ドリル、陶製ポットなど）は、この地域に紀元前4000年から紀元前1000年頃の新石器時代にはすでに定住がなされていたことを示している。住民は耕作や牧畜を営んでいた。ツィルンドルフの郷土の川であるビーベルト川は、このゲルマン人およびケルト人の先史時代にその名がつけられた。紀元後260年にミッテルフランケン南部のアレマン人が、ヴァイセンブルク近くのリーメス（ローマ帝国国境の防塁施設）を突破し、現在のフランケン地方の他の地域に勢力を拡大していった。496年、フランク王クローヴィス1世がアレマン人を打ち倒し、フランク王国建設の基盤を築いた。その後息子のテウデリク1世（在位: 511年 - 533年）とさらにその息子であるテウデベルト1世（在位: 533年 - 547/48年）が、テューリンゲン王国征服（531年）の過程で現在のフランケン地方をフランク王国に編入し、フランク人による組織的な入植を奨励した。しかし、密度の濃い森であったため、5世紀から6世紀にツィルンドルフ地域で形成されたのは散村（たとえばライヒェンドルフ）だけであった。
最初のフランク人入植の波によって、人名に -heim や -dorf をつけた最初の村落名が成立した。ただし、ツィルンドルフという地名の由来は明らかでなく、専門家の間でも議論の余地がある。この村落名はおそらく、スラブ語起源である。中世初期にはスラブ人がレグニッツ川周辺まで西に広がっていた。
7世紀にフランク王ダゴベルト1世（623年 - 639年）の下、第2のフランク人入植の波が起こった。マイン川からレグニッツ川およびレドニッツ川の谷沿いに多くの入植がなされた。フュルト王領や、ランゲンツェンおよびロスタールの拠点もこの頃に成立したと考えられる。
フランク王クロヴィス1世のキリスト教への改宗（おそらく497年）により、フランク王国のキリスト教化が始まった。719年に教皇グレゴリウス2世からゲルマン地方の宣教を委託されたアングロ・サクソン人ヴィンフリート＝ボニファティウスは最初この地域のためにヴュルツブルクとアイヒシュテットに司教区を設けた。741年にツィルンドルフ地域はアイヒシュテット司教区の専有領土に数えられている。
ビーベルトタール（ビーベルト川沿いの谷）は深い森と沼地が入植を阻んでいたため、アイヒシュテット司教区では脇役的位置づけに過ぎなかった。このため、後世につながる入植は、カロリング朝後期（9世紀末）になってやっと行われた。ツィルンドルフが、ロスタールの教会管区として成立したのか、独自に発展していったのかは明らかでない。1040年に、ツィルンドルフの農民3人がレドニッツ川右岸の国有林で木材や藁を採る権利を有していたことが判っている。
10世紀半ばにアイヒシュテット司教区は、ツィルンドルフに聖クレメンスに献げる教会を建設した。アイヒシュテット司教グンデカール2世（1057年 - 1075年）は、在任中に126の教会を聖別した。ツィルンドルフの娘教会にあたるファッハ（現在はフュルト市の一部となっている）の聖マテウス教会もその1つとされている。しかし、この教会は15世紀に初めて文献に記録されている。ツィルンドルフの教会の管区は、多くの入植活動により、アルテンベルク、アンヴァンデン、クロイトレス、リント、オーバーアスバッハ、レードルフ、ウンターアスバッハといった村落に拡大していった。
13世紀前半に帝国ミニステリアーレが、ツィルンドルフの北側の尾根にアルテ・フェステの前身となるベルヒ城を建設した。この集落の最初の文献記録は13世紀後期である。1288年9月12日付けのこの文書で帝国ミニステリアーレのハインリヒ・フォン・ベルクはダムバッハの3つの所領とオーバーアスバッハの農場をニュルンベルクのクラリス女子修道会聖クララ修道院のものとしている。さらに1297年の文書にもこの修道院とハインリヒ・フォン・ベルクについて記述されている。
1306年4月29日、それ以前に既にニュルンベルクの商人に質入れされていた城と村は、経済的苦境に陥っていたベルク家からニュルンベルク城伯に売却された。この村は、当時、教会、農場9軒、鍛冶屋1軒、水車1棟、風呂1棟で構成されていた。1321年の城伯の寄進状は、当時ツィルンドルフの教会が聖クレメンスとブラシウスの2人の守護聖人を奉じていたことを明らかにしている。
新しい所有者であるニュルンベルク城伯は、フランケン地方で重要な勢力に発展していった。この頃からツィルンドルフはオーバーアムト・カードルツブルクに属した。1316年、この村はクラリス修道院の文書に Cyerndorf と記述されている。

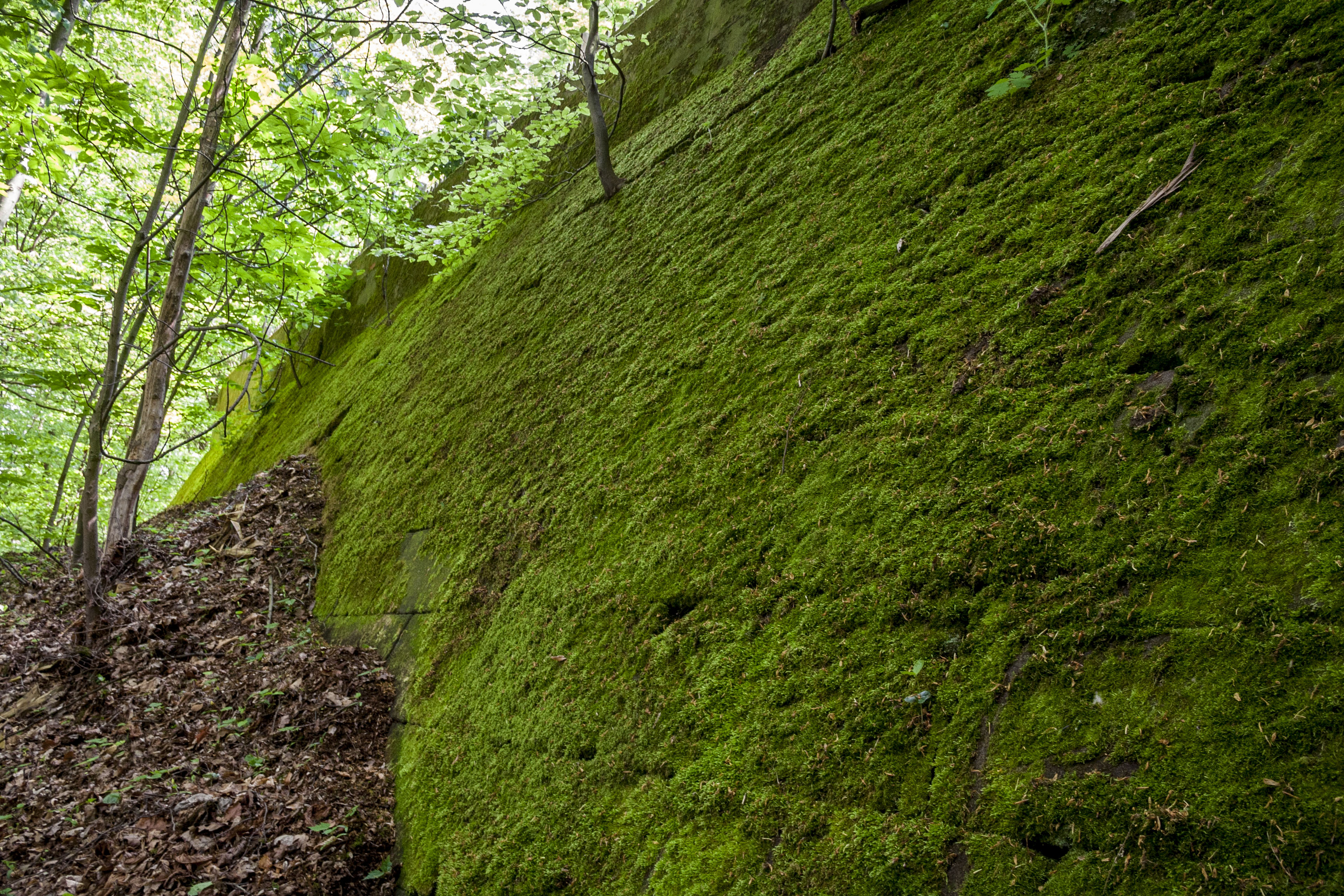
アルテ・フェステの城壁跡

14世紀の終わり頃、3人のニュルンベルク住民（リンツマウル、グルントヘル、シュトローマイヤー）がツィルンドルフに土地を所有していた。裕福な交易都市ニュルンベルクは帝国都市へ発展した。これは、近隣領主との間で繰り返し紛争を引き起こした。アルテ・フェステは、1388年に都市戦争で、有力なニュルンベルク軍によって取り壊された。ツィルンドルフ集落が損害を被ったかどうかは記録されていない。

### 辺境伯時代
1412年から、初期ゴシック様式の教会に、防衛塔兼鐘楼および防衛壁が築かれた。教会には1450年に側廊が増築された。1449年から1450年の第一次辺境伯戦争でツィルンドルフはニュルンベルク軍によって完全に焼き払われたが、その後すぐに再建された。1457年に最初の町村令が施行された。この「ゲマイン＝ブリーフ」（牧草地令、様々な使用権、警察の規制を含む）は、辺境伯領とニュルンベルクの領主ならびにその臣下が平和的な共存を確立するのに役立った。この他にドルフマイスター（村長）が選ばれ、就任した。ローマ＝ドイツ王マクシミリアン1世の1495年のレーエン文書には Zyrndorff という表記がなされている。
おそらく1510年にツィルンドルフの教会は、守護聖人をクレメンスとブラシウスから、聖ロクス（ペストから護るとされた聖人）に変更した。1532年に、村の半分と教会が、教区の記録ととも火災の犠牲となった。
ブランデンブルク辺境伯と帝国都市ニュルンベルクとの間で確認された1580年の市町村令により、ツィルンドルフの自治が始まった。1604年、辺境伯家の遺産分割に伴い、この村はブランデンブルク＝アンスバッハ侯領となった。

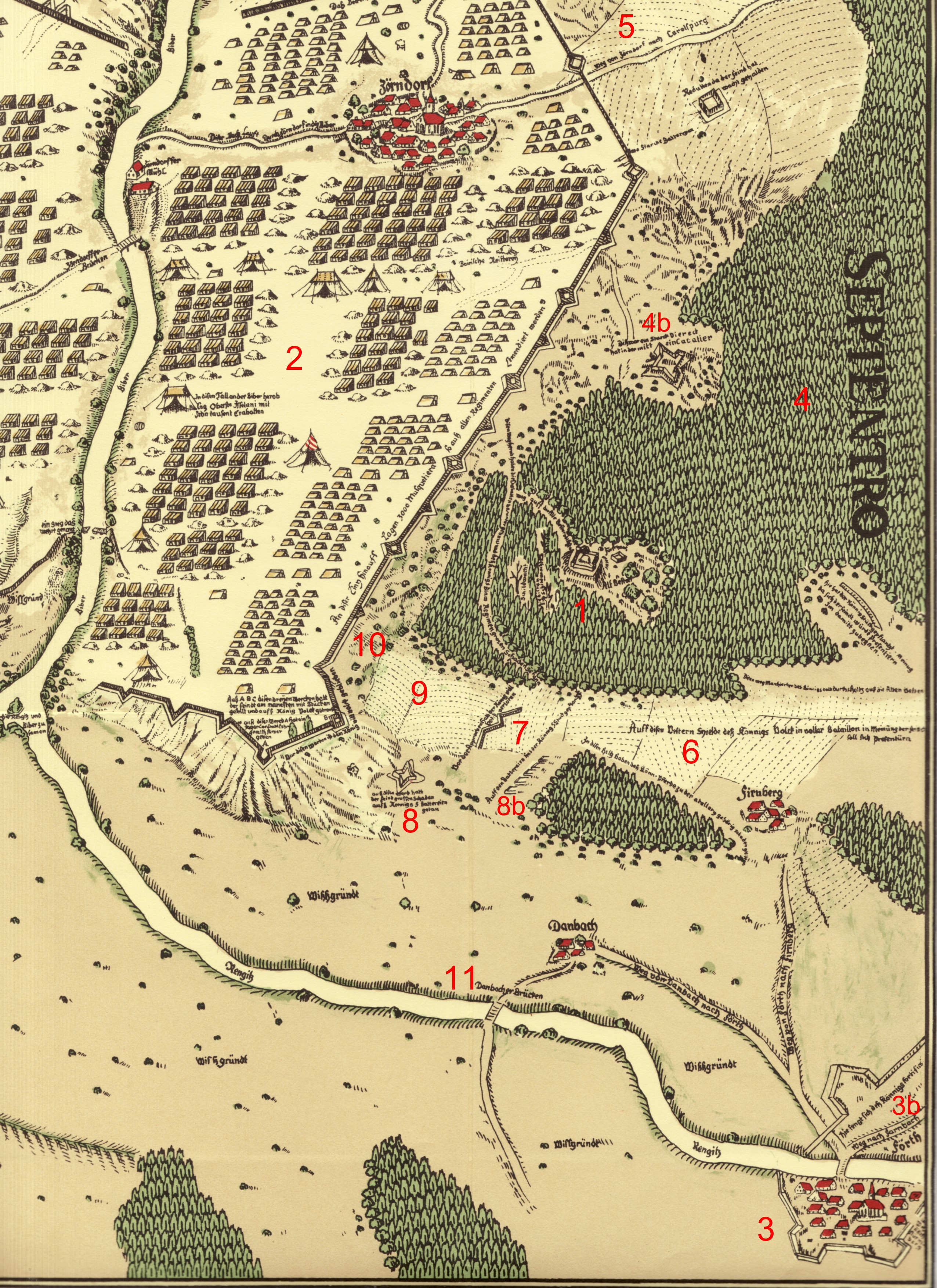
アルテ・フェステの戦い布陣図。ヴァレンシュタイン軍陣地 (2) 内の西部（画面上方）にある集落がツィルンドルフ。

三十年戦争でツィルンドルフは1632年7月18日から9月22日まで皇帝軍の元帥アルブレヒト・フォン・ヴァレンシュタインの軍営となった。この軍は1632年9月3日に、アルテ・フェステの戦いでスウェーデン王グスタフ2世アドルフの急襲を受けた。ツィルンドルフ住民の約2/3がこの戦争の犠牲となった。住民の数が戦前のレベルに復するには、約75年を要した。1648年以後の復興により、木組み建築や砂岩建築を有する現在の街の景観が形成された。
1674年にブランデンブルク＝アンスバッハ辺境伯ヨハン・フリードリヒはブルワリー「ホーホフュルストリヒ・ブラウハウス」を開設した。その後、針金製品製造、織布、木地師、靴製造業者など、他の業者が定住した。
18世紀の終わり頃、ツィルンドルフには121戸があった。高等裁判権はブランデンブルク＝アンスバッハ侯領のオーバーアムト・カードルツブルクが行使した。行政権はカステンアムト（財務局）・カードルツブルクおよび帝国都市ニュルンベルクのランデスアルモーゼンアムト（救貧局）が保持した。土地の所有権はカステンアムト・カードルツブルク、ツィルンドルフの教会と教団、帝国都市ニュルンベルクのランデスアルモーゼンアムト、シュリュッセルフェルダー＝シュティフトゥング、聖クララ修道院、ヴァルトアムト（森林局）・ラウレンツィ、レッフェルホルツ家や、ニュルンベルクの都市貴族エプナー家、ホルツシューアー家、ヘルル家、クレース家、レッフェルホルツ家、ムル家、トゥッヒャー家、フォルマカー家、リーテリシェ・シュティフトゥング・コルンブルクが有していた。
1791年/1792年に、最後のブランデンブルク＝バイロイト辺境伯カール・アレクサンダーは自らの領邦をプロイセン王国に譲渡した。これによりツィルンドルフはプロイセン領となった。この当時、この村には121戸があった。1801年に教区監督本部がランゲンツェンからツィルンドルフに移された。これによりこの集落はその後、周辺地域の中心的な教会所在地となった。1885年にツィルンドルフの教区監督本部はフュルトに移転した。

### バイエルンへの編入
マクシミリアン1世の即位により、ツィルンドルフは1806年にバイエルン王国領となった。この町には135棟の建物があり、1,494人が住んでいた。
市町村令に伴い、1808年にシュトイアーディストリクト（徴税区）・ツィルンドルフが創設された。これにはアルテ・フェステが含まれた。同じ年にルーラルゲマインデ（現代の町村にあたる）・ツィルンドルフが創設されたが、その範囲は上記の徴税区のセクション I. と同じであった。このゲマインデは、行政と裁判はニュルンベルク地方裁判所、財政はレントアムト・フュルト（1920年にフィナンツアムト・フュルトと改名）の下に置かれた。1862年からツィルンドルフはベツィルクスアムト・フュルト（1938年にフュルト郡と改名）の管轄下に置かれた。裁判権は1862年にフュルト地方裁判所に移され、さらに1880年からはフュルト区裁判所に移管された。
19世紀半ばには、ツィルンドルフも小さな工業都市に発展していた。この町は、森林監視所と外科病院の所在地であった。1人の臨床医、9人のパン職人、2人の鍛冶職人、5人の桶職人、9人の木地師、2人の彫金師、2人の櫛職人、2人の画家、6人の粉挽き、2人の綱職人、2人の鍵職人、11人の仕立屋、4人の家具職人、22人の靴職人、2人の車作職人、2人の大工、14人の織物職人がいた。また、郵便施設が設けられ（1860年）、1日2回フュルトからの郵便馬車が利用可能であった。1877年に電信局が開局し、1895年に最初の公衆電話が設置された。ツィルンドルフ消防団は1862年に創設された。これはバイエルンで最も古い村の消防団の1つである。
1877年に最初の工場が建設された。ツィルンドルフには世界的に有名な玩具会社（独楽、ラッパ、おもちゃの楽器、積み木、ブリキのおもちゃなど）があった。この頃すでに17社の鏡工場および玩具工場があった。彫金マイスターのコンラート・フラウエンシュレーガーがツィルンドルフにおける玩具産業の創始者であった。彼は数人の徒弟や内職とともに最初の玩具を製作した。1890年には最初の印刷新聞「アルゲマイネ・ルントシャウ」がレオンハルト・ツェヒによって刊行された。この新聞は1891年にヨハネス・ボルマン印刷社に引き継がれた（2011年現在も存続している）。
1877年にバイエルン王ルートヴィヒ2世はツィルンドルフに市場開催権を授けた。1890年11月30日以降、フュルトからのランガウ鉄道はツィルンドルフを終点とした。1892年10月14日にカードルツブルクへの延伸区間が開通するまでツィルンドルフはこの路線の終着駅であった。工業市場の安全性を確保するために、1899年1月15日、ウンターフランケンの憲兵フリッツ・ロッケンマイアーが主権的業務を執行した。1899年に小さな発電所 (37 kW / 50 PS) が設けられた。工業化が始まるまですべてのツィルンドルフ住民は福音主義の信者であった。多くのカトリック信者の家族が流入し、必要になったことから、1904年11月2日に独自の礼拝堂が聖ヨーゼフに献堂された。
20世紀初め頃に、この市場町を市に昇格させる請願がバイエルン王国の内務省に対して繰り返しなされた（1889年、1904年、1905年）。しかしこの請願は、上水道整備、河川改修、道路建設（舗装）、ゴミ処理場建設、その他の重要な公共施設や社会福祉施設が不足しているという理由で却下された。短期間のうちに、この目標を達成するための努力がなされた。ライフラインやゴミ処理が強化され、道路が整備され、街灯が設置され、貯蓄銀行が建設され、ガス工場が設けられ、中央校舎と職業学校が開設された。1911年10月15日、ツィルンドルフはバイエルンの摂政ルイトポルト・フォン・バイエルンから都市権を授けられた。同じ年に独自の都市警察が組織された。

### 世界大戦
1925年のツィルンドルフには、金属鏡および金属製品工場 60社、輸入食料品商社 24社、旅館 28軒、パン屋 20軒、靴作り職人 16人、家畜販売業者 16社、仕立屋 14軒などがあった。このため第一次世界大戦と、1929年-1933年の経済危機は、この若い都市の貿易経済に大きな打撃となった。ツィルンドルフ公共住宅建設会社の設立は1935年、クナイプ式水浴場の建設は1936年になされた。

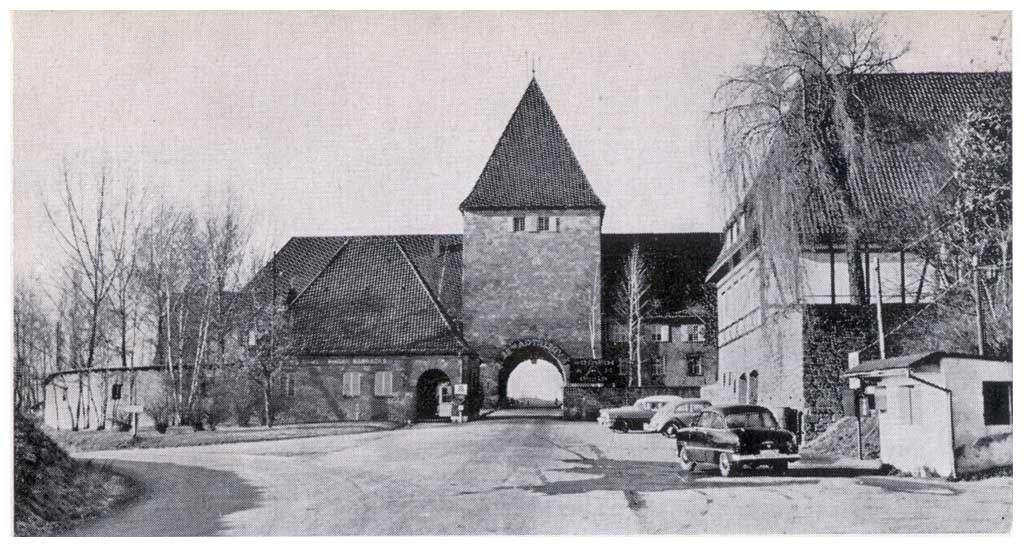
1958年頃のピンダー兵舎

ツィルンドルフ郊外の国防軍空軍基地の新設は1938年に行われた。この基地は、1945年4月にアメリカ軍によって占領された後、ジョン・J. ピンダー・ジュニアの栄誉を称えてピンダー兵舎と改名された。同じく1930年代に、ヒルテンアッカーに地方警察隊基地が建設され、戦後アダムス兵舎と改名されている。
1945年4月に、この町の象徴的建造物であったアルテ・ヴェステがドイツ国防軍によって爆破され、完全に破壊された。この戦略的建造物を進軍して来るアメリカ軍の手に渡さないための措置であった。4月17日、ビーベルト川の橋も爆破された。1945年4月18日9時頃に当時の市長コンラート・クレンマイヤーは市庁舎に白旗を掲げ、これによりツィルンドルフは破壊されずにアメリカ軍によって占領された。
120棟の建物（たとえばヤーン体育館やいくつかのホールなど）が占領軍のために明け渡された。

### 戦後
市当局により、多くの戦争難民（東ズデーテン、シレジア、エーガーラントの人々）がツィルンドルフに新しい故郷を得るための様々な努力がなされた。人口は、1939年の7,852人から1946年には9,881人にまで増加した。かつての地方警察隊基地は1955年に難民申請者のための中央収容施設となり、その後、外国人難民に在留許可を与える連邦事務所が開設された。1957年、オーム通りにメッツ＝ヴェルケの最初の工場ホールが新設されたことで20世紀末までの発展の基盤が創られ、その後フュルトからツィルンドルフへの電子機器製造所の完全な移転が行われた。
古いカトリックの礼拝堂は1963年に取り壊され、3年後にカトリックの都市教区教会聖ヨーゼフ教会が完成した。ツィルンドルフ都市警察は1969年に州警察に統合された。同年、大規模な学校建設プロジェクトが実現した。屋外プールと屋内プールが1965年にオープンした。学校運動場は、1971年に完成した。1976年から1978年に、地域再編に伴い、ツィルンドルフの市域は 8 km2 から 28 km2 に拡大し、人口は13,661人から20,264人に増加した。市の象徴的建造物であるアルテ・ヴェステは1980年9月17日に再建が完成した。
一部は開放した水路で、一部は暗渠となってツィルンドルフを流れていたバンダーバッハ川は、ほぼ毎年のようにツィルンドルフ旧市街に洪水問題を引き起こしていた。このため、1979年に 540万マルクを費やして、ツィルンドルフに至る前にバンダーバッハ川の水を地中からビーベルト川に導くバンダーバッハ放水路が建設された。これ以降、ツィルンドルフ内市街に洪水は起こらなくなった。

### 現代
市立ホール「パウル＝メッツ＝ハレ」は1984年10月5日に名誉市民（放送用機器製造業者の経営者）の名前を冠して完成した。1988年に、フランス、リムーザンの都市ブルガヌフと姉妹都市協定を締結した。1999年に州立実科学校が開設された。翌2000年に、プレイモビール・ファンパークが完成した。
旧ピンダー兵舎は2004年に取り壊された（アーチ門を持つ特徴的な塔と旧兵舎入り口の見張所は文化財として保存された）。敷地内には郡長の総合庁舎が建設され、役所がフュルトからツィルンドルフに移転した。フュルトには支所（健康保健局など）が残された。これに伴い、ツィルンドルフは郡庁所在地に昇格した。
ツィルンドルフは、2005年に福音主義ルター派教区監督官の所在地となった。
さらに、企業が進出し、老人養護施設やショッピングセンターが新築され、約500人の新しい住民を擁する住宅地が形成された。こうして発展したのが新しい「ピンダーパルク」住宅地である。2005年から2009年まで内市街の再開発が行われた。2009年9月27日、ツィルンドルフ住民は住民投票で、大多数がニュルンベルクU-バーンのツィルンドルフへの延伸に反対した。
ツィルンドルフ市は、2012年に摂政ルイトポルトによる市昇格100年祭を祝った。記念年のハイライトが、2012年8月17日から21日の大規模な記念プログラムを含むキルヒヴァイ（教会開基祭。フランケン語では「ケルヴァ」）であった。2012年にツィルンドルフでは、コンサート、礼拝、射撃コンテストなど数多くのイベントが1年中にわたって開催された。

### 市町村合併
1976年1月1日に、地域再編に伴ってアンヴァンデン、リント、ライヒェンドルフ、ライヒェンドルファーミューレ、ヴィンタースドルフが合併した。1978年に、バンダーバッハ、ブロンナムベルク、ヴァイアーホーフを含むブロンナムベルクおよびヴァインツィールラインが合併した。

## 住民

### 宗教
この街のユダヤ人コミュニティは、1551年に初めて記録されている。1683年から1685年の間にシナゴーグが建設された。ナチの圧制下で殺害されたユダヤ人や、第一次世界大戦で死亡したユダヤ人兵士を記念して、クライン通り2番地の建物の外壁に記念の銘が掲げられた。ヤーコプ・ヴァッサーマンは、1897年に小説「ツィルンドルフのユダヤ人」を書いた。これは19世紀のフランケン地方の小都市におけるユダヤ人の生活の描写を織り込んで17世紀のシャブタイ・ツヴィの生活を描いた年代記である。

### 人口推移
| 年   | 1818   | 1840   | 1852   | 1861   | 1867   | 1871   | 1875   | 1880   | 1885   | 1890   | 1895   | 1900   | 1905   | 1910   | 1919   | 1925   | 1933   | 1939   | 1946   | 1950   | 1961   | 1970   | 1987   | 1995   | 2008   | 2016   |
| 人口 | 1,472  | 1,813  | 1,809  | 1,877  | 1,984  | 2,100  | 2,309  | 2,462  | 2,692  | 3,308  | 3,779  | 4,536  | 4,946  | 5,618  | 5,724  | 6,273  | 7,069  | 7,797  | 10,018 | 10,446 | 11,985 | 13,186 | 21,022 | 25,689 | 25,546 | 25,515 |
| 戸数 | 169    | 173    |        |        |        | 203    |        |        | 245    |        |        | 354    |        |        |        | 519    |        |        |        | 1,049  | 1,593  |        | 4,821  |        |        | 6,649  |
| 出典 | [ 10 ] | [ 11 ] | [ 12 ] | [ 13 ] | [ 12 ] | [ 14 ] | [ 12 ] | [ 12 ] | [ 15 ] | [ 12 ] | [ 12 ] | [ 16 ] | [ 12 ] | [ 12 ] | [ 12 ] | [ 17 ] | [ 12 ] | [ 12 ] | [ 12 ] | [ 18 ] | [ 19 ] | [ 20 ] | [ 21 ] |        | [ 22 ] | [ 22 ] |

## 行政

### 市議会
ツィルンドルフの市議会は、その住民規模に基づき 30議席で構成されている。議員は6年ごとに改選される。

### 首長
2006年から SPD のトーマス・ツヴィンゲルが第一市長を務めている。彼は2012年3月11日の選挙で 57.07 % の票を獲得し、2期目を務めている。市長の任期は1994年以降市議会議員の任期と一致していない。これは1994年に当時の市長ヴィルギリオ・レシュライン (SPD) が年齢制限に達して引退したためである。
戦後の市長:
- 1945年 - 1949年: ミヒャエル・エンマーリング (SPD)
- 1949年 - 1961年: レオンハルト・フェルチュ (SPD)
- 1962年 - 1994年: ヴィルギリオ・レシュライン (SPD)
- 1994年 - 2006年: ゲルト・コール (SPD)
- 2006年 - : トーマス・ツヴィンゲル (SPD)

### 紋章
図柄: 銀地。緑の土地の上に、両側に赤い鋸壁を有し、開いた門と窓を持つ赤い塔。塔の尖頭上には金色の風見の旗が取り付けられている。
ある記念式典の際、国家元首で摂政のルイトポルト・フォン・バイエルンに当時のバイエルンの都市すべての紋章が描かれたプレゼントが贈られた。ツィルンドルフは、翌年の1912年に市に昇格することになっており、それまで紋章や印章を持っていなかったため、摂政ルイトポルトの署名によりアルテ・ヴェステと関連した紋章が1911年1月30日に承認された。

### 姉妹都市
ツィルンドルフは以下の都市と姉妹都市関係にある
- コプル（ドイツ語版、英語版）（オーストリア、ザルツブルク州）1970年
- ブルガヌフ（フランス、クルーズ県）1988年
- ウィンタースドルフ（ドイツ、テューリンゲン州、2007年からモイゼルヴィッツ（ドイツ語版、英語版）の市区）1990年

### 保護協力関係
- ツィルンドルフ市は1966年にエーガーラント（ドイツ語版、英語版）のフロズニェチーン（チェコ語版、英語版）の住民に対する保護協力関係を締結した。

## 文化と見所
ツィルンドルフは、ドイツ玩具街道に加盟している。

### 習俗
8月の第3週末にツィルンドルフでは教会開基祭である「ケルヴァ」が祝われる。これは、バウムアウフシュテレン（木を立てる）、大規模なパレード、屋台（射的のスタンド、スイーツやグリルの屋台など）、遊具（児童用メリーゴーラウンド、バンパーカー、ポニー体験など）がある、典型的なフランケン地方の中規模都市のケルヴァである。開催場所は、マルクト広場からエール通りやドイツ統一広場を経て、祝祭大テントが張られた学校運動場にまで伸びている。ケルヴァは、伝統に則って金曜日から始まり、火曜日夜の閉幕の大規模な花火まで続く。

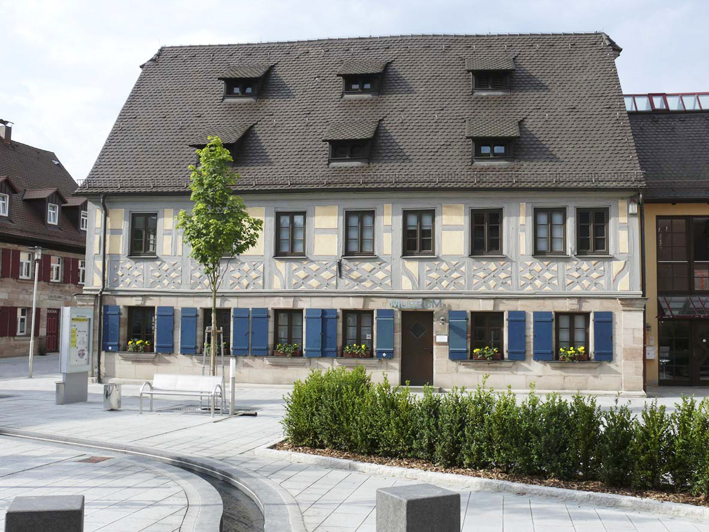
ツィルンドルフ市立博物館

### ツィルンドルフ市立博物館
この博物館の地上階の重点テーマはツィルンドルフの玩具産業の歴史と発展である。上階は三十年戦争時代のツィルンドルフの歴史に充てられている。最上階のホールでは、定期的に、文化史をテーマとする特別展示が行われている。成人及び子供向けの多彩なガイドツアーは、2つのコレクションエリアや特別展示での洞察を興味深い方法で深めることができる。

### 音楽
ツィルンドルフでは、「シュタットカペレ・ツィルンドルフ」と「シュタットユーゲントカペレ・ツィルンドルフ」の2つの音楽クラブが、この街の文化生活や若い音楽家育成に重要な貢献を果たしている。この2つのクラブの創設は、レオポルト・ユプルによるもので、1955年と1968年に発足した。

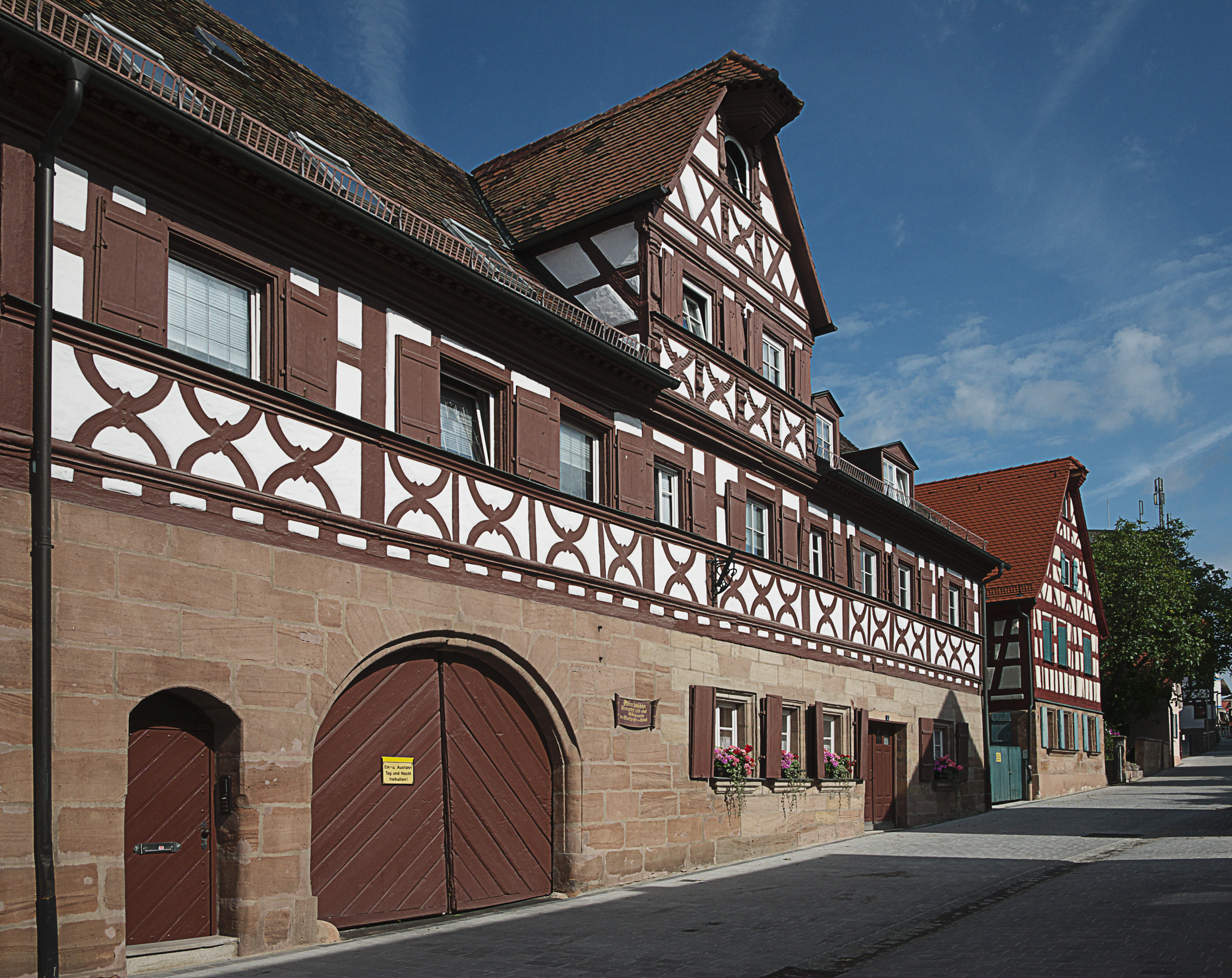
アルテス・シュレスヒェン

### 建築
街の中核部には歴史的建造物が豊かに遺っている: 教会、司祭館、カントールの館を含む教会広場の他に、まず蒸留所や17世紀の木組み建築、さらに18世紀の切妻屋根石造りの住居が挙げられる。
中世の聖ロフス教区教会（元々は聖クレメンス教会という名称であった）は、18世紀初めにプロテスタントの教会堂に改築された。後期ゴシック様式の四角形の西塔は、その高さで抜きん出ている。バロック様式の身廊の側面の窓は、描かれた装飾の助けを借りながら建築的に構成されている（ファサード絵画）。教会の心地よい内部は、多くの像が描かれた2階席の手すりによって創り出されている。
アルテス・シュレスヒェン（旧小城館、ローテ通り3番地）はどっしりとした下層部と屋根裏部屋を持つ木組み建築で、1674年に建設された。
北の森に建つアルテ・フェステ（旧城砦）は、三十年戦争で重要な役割を果たした。当時の壁跡のいくつかが保存されている。1980年に建設された展望塔からは、ツィルンドルフ、ニュルンベルク、フュルトおよびミッテルフランケンのその他の町がよく見える。

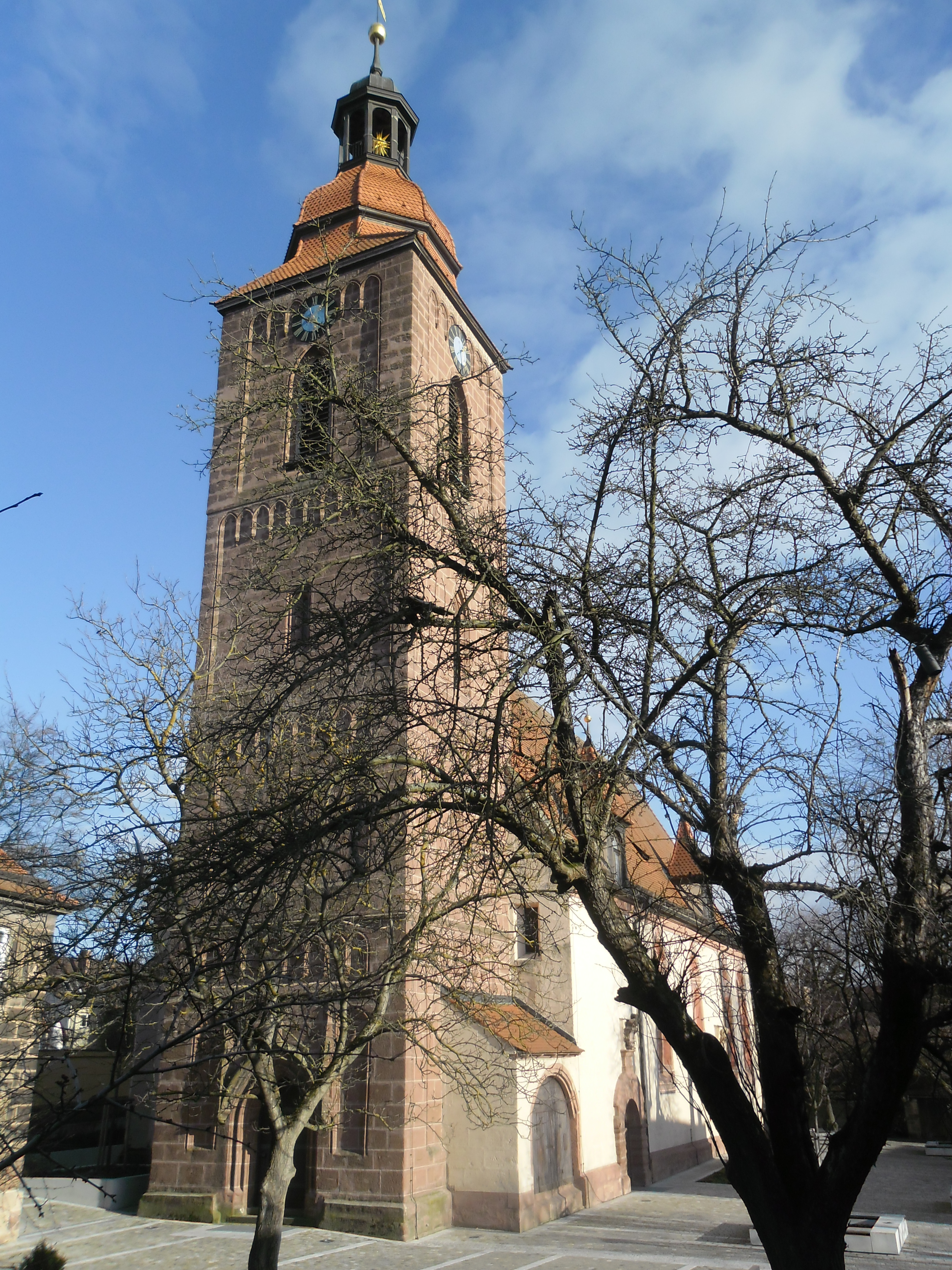
聖ロフス教会の塔
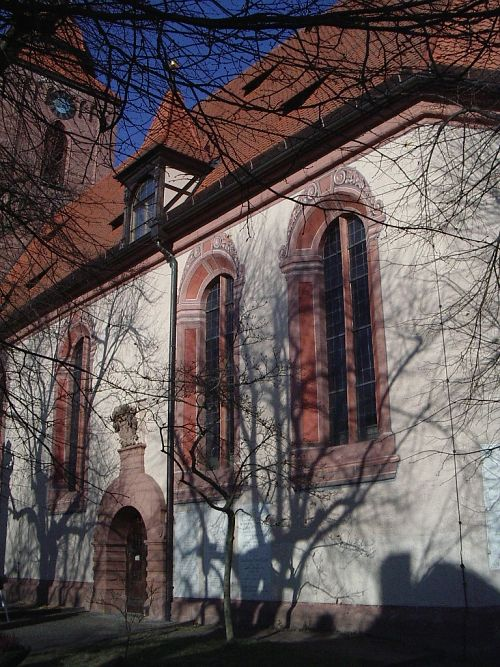
身廊窓の装飾
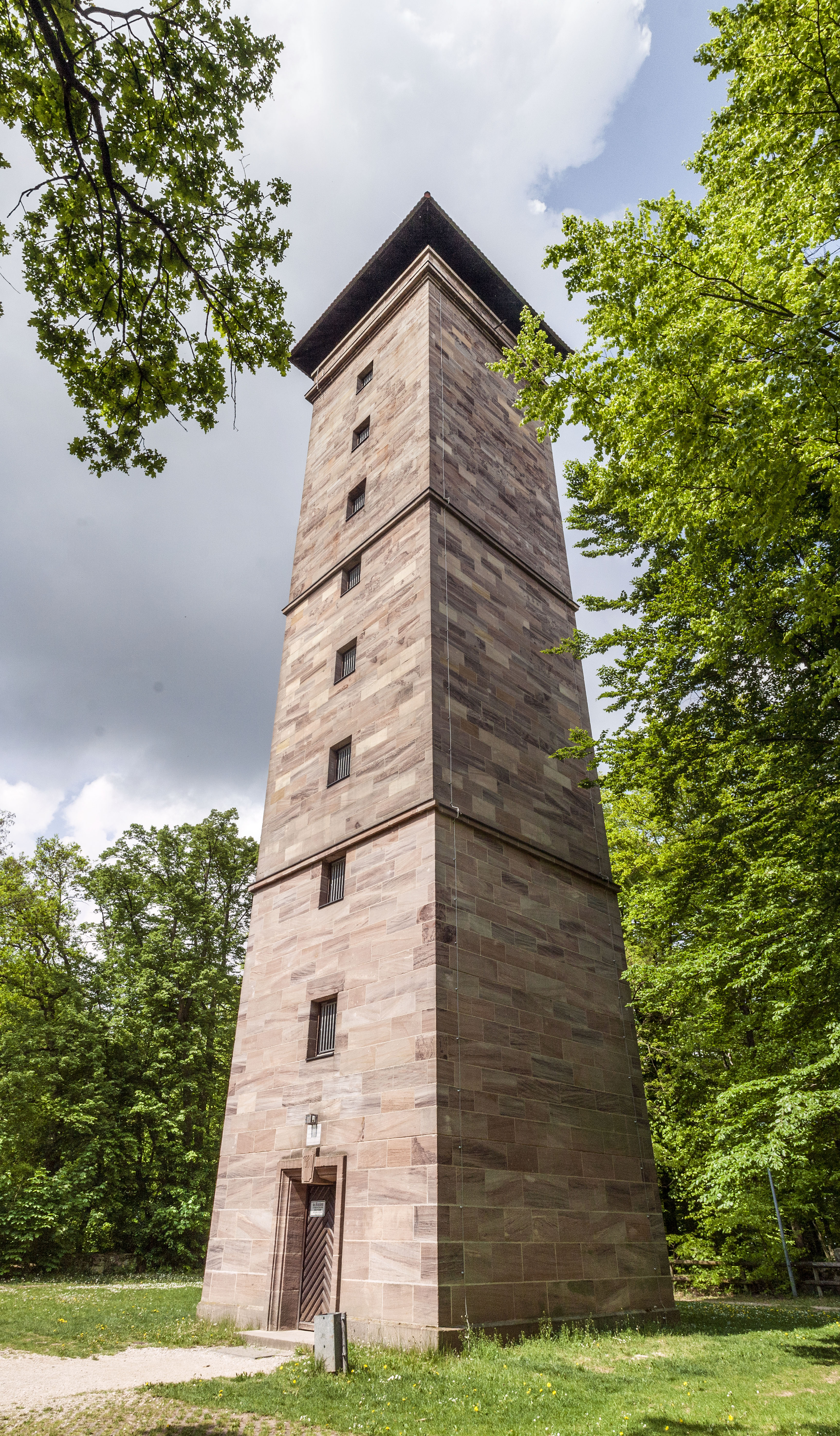
アルテ・フェステの展望塔

### 自然文化財
バンダーバッハ地区には、世界中の地質学研究グループに知られる断層、「バンダーバッヒャー断層」がある。

### スポーツ
ツィルンドルフで行われているスポーツ種目は以下のものがある:
- 合気道
- バドミントン
- ビリヤード
- サッカー
- ハンドボール（HG ツィルンドルフ 2000、TSV 1861 ツィルンドルフ）
- カーニバルのダンス競技（ASV ツィルンドルフ / Cyrenesia）
- レスリング
- 水泳
- 射撃競技（KPSG ツィルンドルフ、ASG ツィルンドルフ）
- テニス
- 卓球
- バレーボール

## 経済と社会資本

### 交通

#### 道路
市の北西を連邦道 B8号線がかすめている。この広域自動車道およびアウトバーン網へは、ニュルンベルク＝クラインロイト・インターチェンジまたはジュートヴェストタンジェンテのフュルト＝ツィルンドルフ・ジャンクションを利用する。州道 St 2245号線は、東はアルテンベルク、西はライヒェンドルフ経由でヴィンタースドルフに通じている。州道 St 2242号線は、北東はダムバッハへ向かい、南はアルテンベルクで St 2245号線に接続している。郡道 FÜ 19号線は、北西はバンダーバッハへ行き、南はライヒェンドルフで St 2245号線に合流する。市町村連絡道は、北西のヴァイアーホーフとを結んでいる。

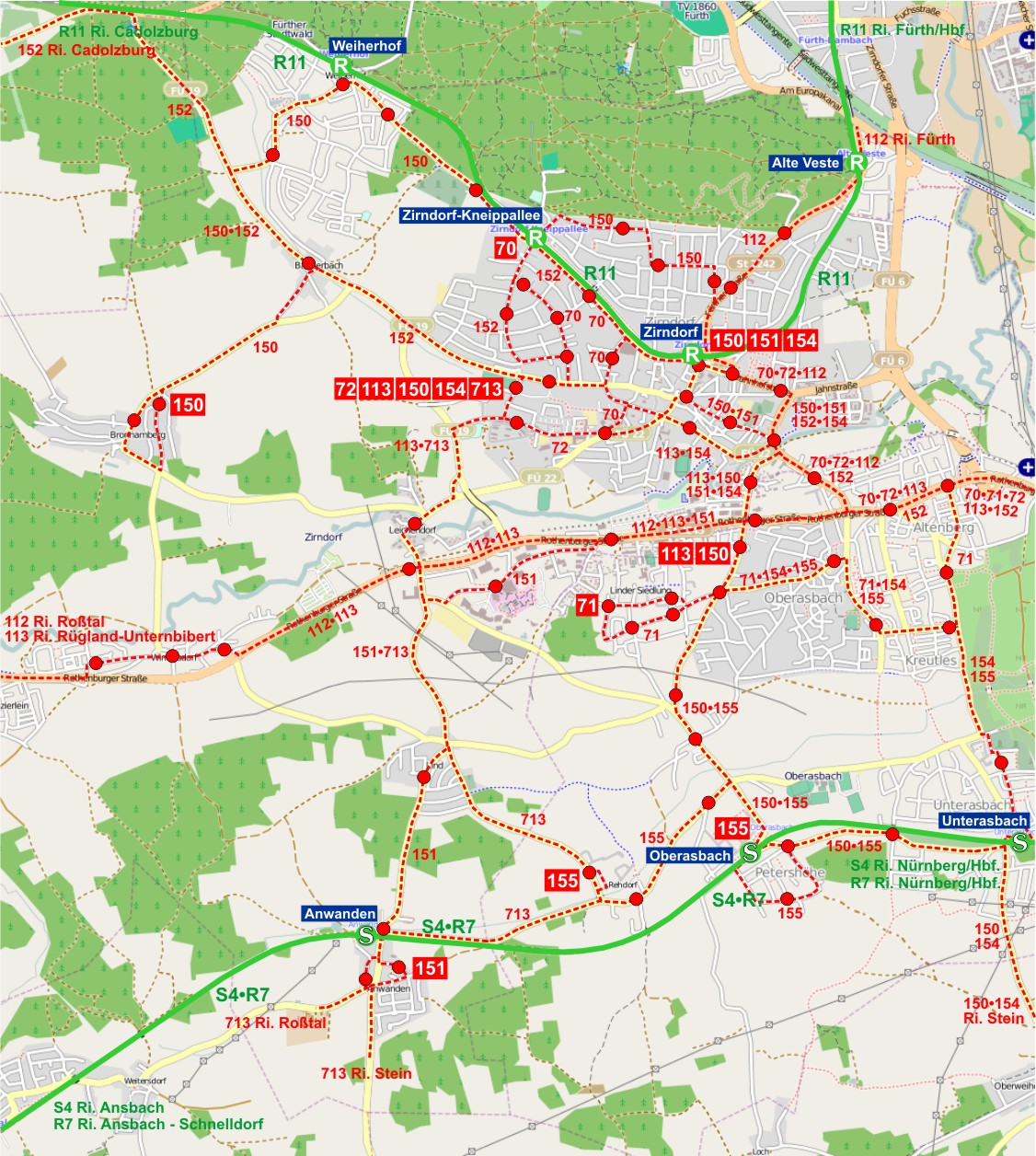
ツィルンドルフ周辺の近郊交通路線図

#### 鉄道
市域の北部を、いわゆるランガウ鉄道が北東から西へ横切っている。ツィルンドルフ市内には、ツィルンドルフ駅、クナイプアレー駅、ヴァイーホーフ駅の3つの駅がある。この路線を、VGN-地域鉄道 R11号線（フュルト中央駅 - ツィルンドルフ - カードルツブルク）が30分間隔で運行している。このランガウ鉄道を電化して Sバーン風に拡充する計画があったが、現在は進行していない。
ツィルンドルフのアンヴァンデン地区には、ニュルンベルク - クライルスハイム線の同名の駅がある。この路線を、ニュルンベルクSバーン S4号線が20分から40分間隔で運行している。
1986年9月25日まで、ツィルンドルフの南をローテンブルガー通りと並行にビーベルト鉄道が運行していた。オーバーアスバッハのアルテンベルク地区との市境付近、ツィルンドルファー通り沿いにツィルンドルフ＝アルテンベルク駅があった。

#### 近郊交通
ツィルンドルフは、ニュルンベルク広域交通連盟の運賃地区に組み込まれており、多くの乗合バスで便利に結ばれている。VAG の市バス 70号と72号が ニュルンベルクUバーンのグスタフ＝アドルフ駅とを直接結んでいる。フュルトへは、ランガウ鉄道の他に、OVF-乗合バス 111号、112号が運行している。111号は、ランガウ鉄道の運行時期外のみ運行している。さらに、フュルト郡の委託により DRB（DBレギオ・バス・バイエルン GmbH）が、ツィルンドルフ、オーバーアスバッハ、シュタインで4路線（150号、151号、154号、155号）の市バスを運営しており、ほとんどの市区がレギオナルバーンおよびSバーンと結ばれている。民営の地域バス路線 152号は、1日数本運行しているだけで、重要性は低い。
将来的に UバーンのU3号線を分岐させ、ツィルンドルフ駅まで延長する計画がある。ニュルンベルク＝ゲーバースドルフまでの路線は建設されておらず、資金調達もほとんど明らかにされていないため、近い将来に実現することはないだろう。さらにツィルンドルフの住民は2009年9月27日の住民投票で、ニュルンベルクUバーンのツィルンドルフへの延伸を大多数が拒否した。

### 雇用状況
2017年6月30日現在この街では、6,813人の社会保険支払い義務のある就労者が働いている。このうち、農業従事者が 11人、製造業従事者が 2,479人、商業・宿泊・交通業従事者が 1,365人、その他サービス業従事者が 2,958人である。また、ツィルンドルフ在住の社会保険支払い義務のある就労者は、10,857人である。

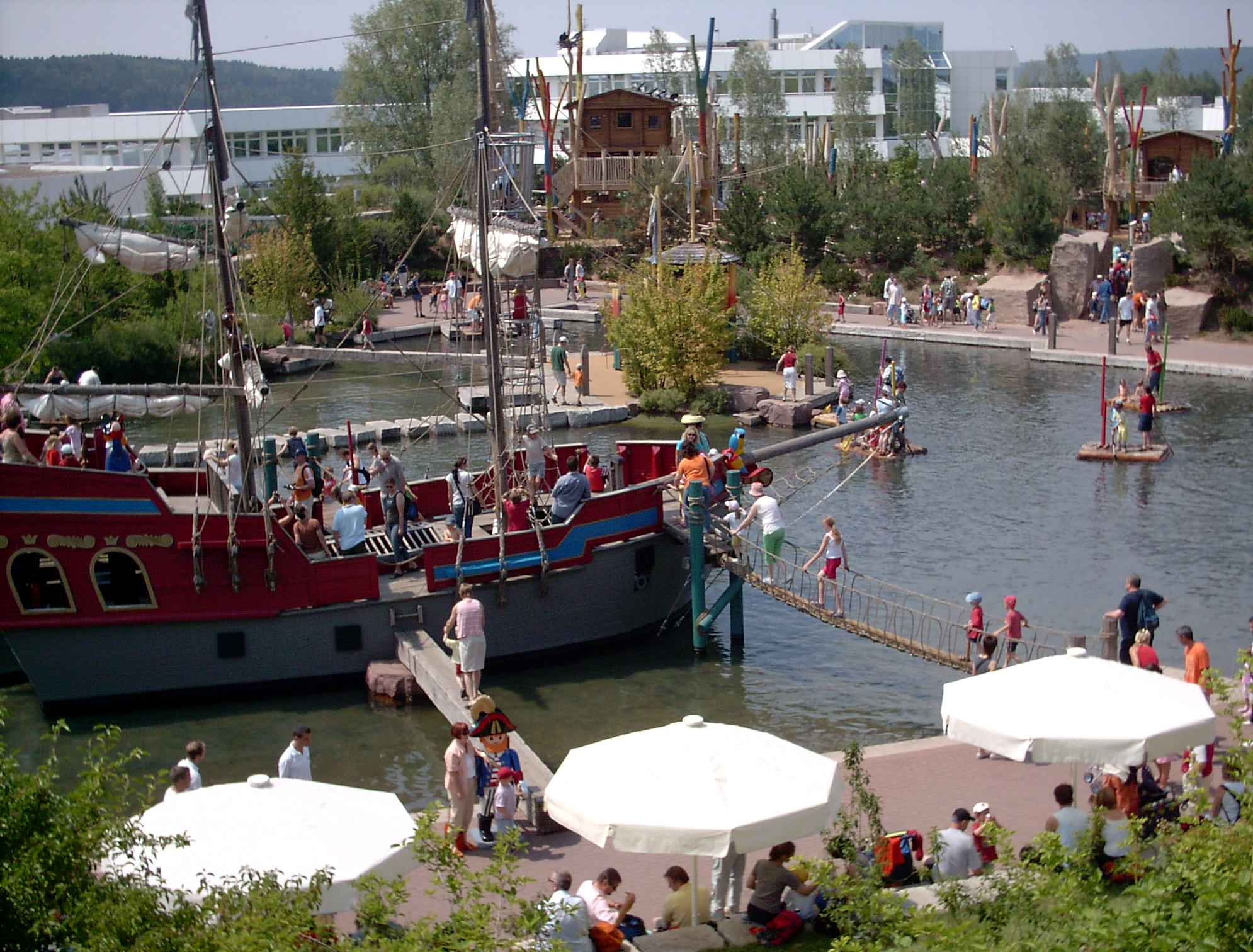
プレイモービル・ファンパーク

### 地元企業
この街は、玩具産業で知られている。1840年にはすでに玩具が製造されていた。1880年にツィルンドルフで創業されたローレンツ・ボルツ社により、1913年にブルムクライゼル（ブリキ製の音が鳴るコマ）が製作された。
現在は、たとえば、プレイモービルの商標で国際的に知られるゲオブラ・ブラントシュテッターの本社がこの街にある。この会社は2000年から遊園地「プレイモービル・ファンパーク」を運営している。
国際的に知られる地元企業としては、この他に、メッツ＝ヴェルケ GmbH & Co. KG がある。この会社は、液晶ディスプレイ、LEDといったテレビ部品を製造している。さらに、数多くのカメラのストロボ装置を製造・輸出している

### 公共機関
- バイエルン警察の警察監督局および警察署

#### フュルト郡の郡役場
ツィルンドルフは2003年からフュルト郡の行政中心となっており、新たに造成されたピンダーパルク（旧ピンダー兵舎）の端に新築の郡役場が建っている。それまで郡行政は、隣接する郡独立市であるフュルト市のシュトレーゼマン広場に面していた。ここには現在も、郡行政の一部を含むサービス部門がある。

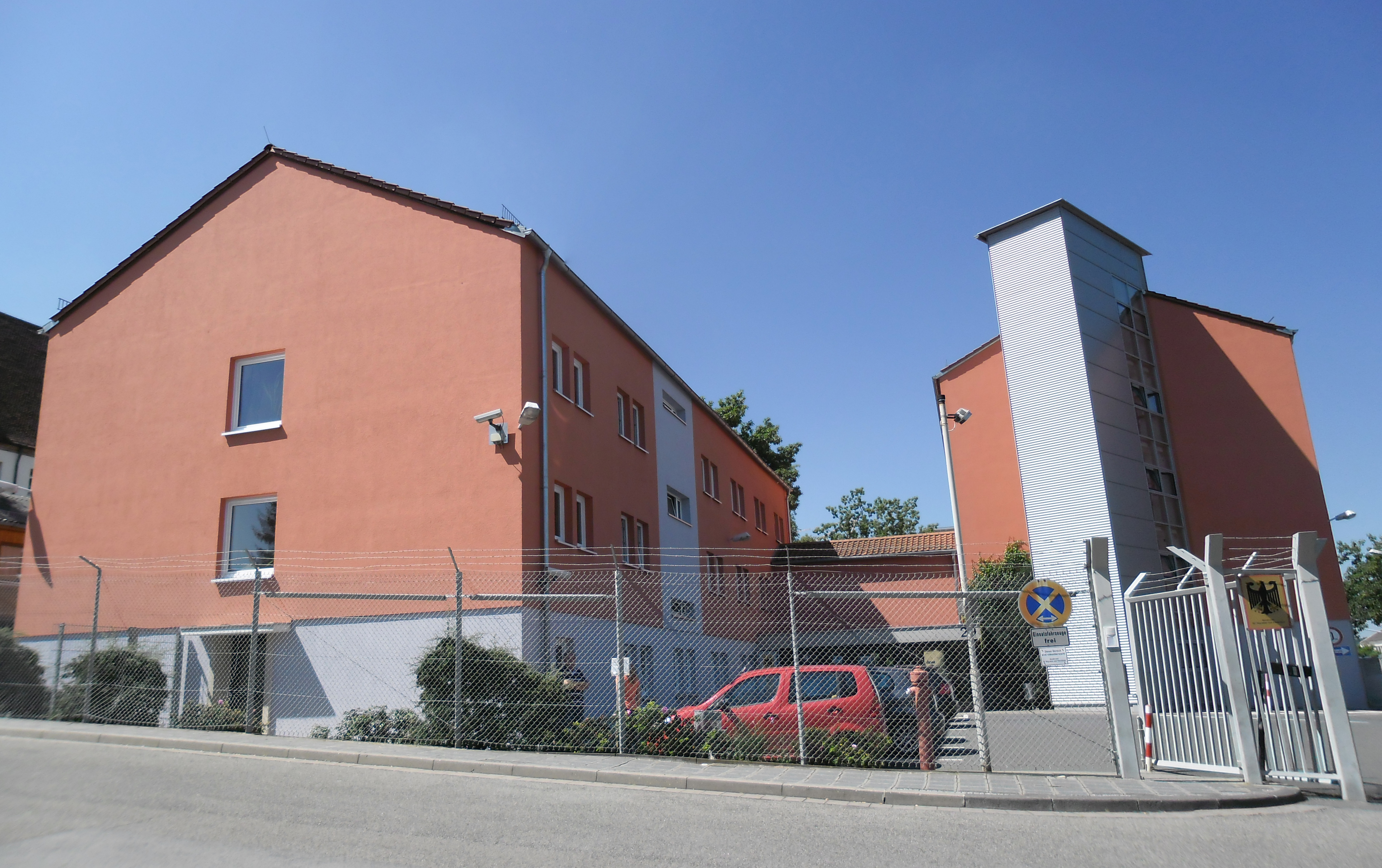
連邦移民・難民局ツィルンドルフ支局

#### 連邦移民・難民局
ツィルンドルフは、外国人難民認定の連邦事務所所在地として、世界的ではないにせよ、ドイツ全土で知られていた。この役所は、1955年に設立された。ツィルンドルフの旧ジェンダルメリー兵舎がその所在地として選ばれた。1993年に中心部門が隣接するニュルンベルクに移転し、1996年には役所全体が移転した。この役所は2005年に連邦移民・難民局と改称された。現在も支所がこの街にある。

#### シュタージ文書の復元
組織上は連邦組織に属すが、変則的な職務を追ったプロジェクトグループが1995年からツィルンドルフに存在し、約15,500点のシュタージ文書と呼ばれるシュニプゼルゼッケ（直訳: 断簡袋）を手作業で復元している。2009年8月までに8人の作業者が、400袋以上を処理し、約90万枚の紙片が復元された。ベルリンのボロボロになった書類を自動でバーチャルに復元する装置が、数年前からこのプロジェクトグループの作業を支援している。このため、ツィルンドルフの作業者は比較的大きな断片に専念し、小さな断片や問題の多い断片はコンピュータ作業で行うこととなった。しかしこれは競争ではなく、これまでのテンポでは何百年もこのパズルのような作業を行うことになるためである。

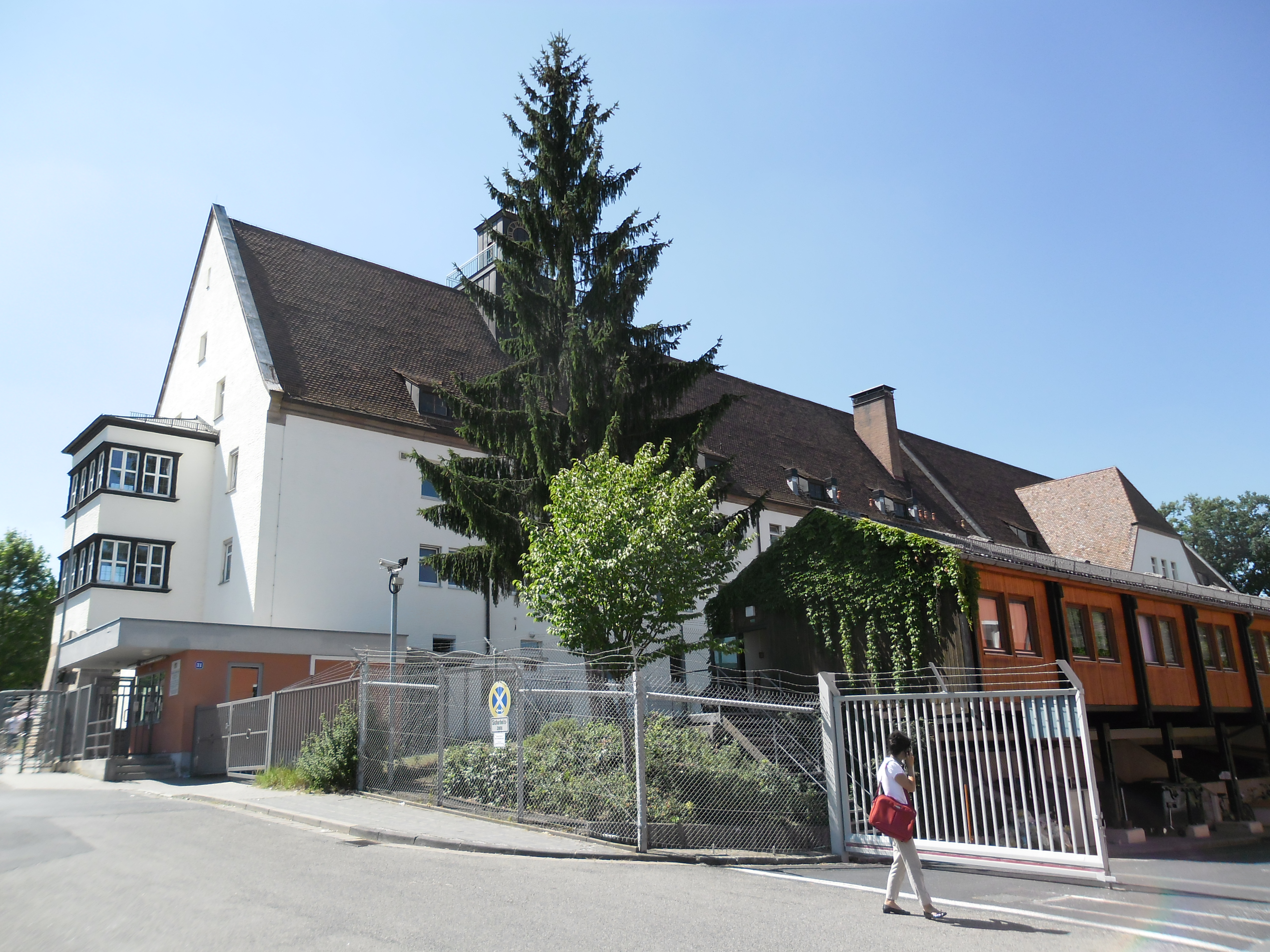
難民申請者のための中央収容施設

#### 難民申請者の中央収容施設
ツィルンドルフには、旧アダムス兵舎に1955年から難民申請者のための中央収容施設が設けられた。これはバイエルン州で2箇所の初期収容施設の1つであった。この難民のための通過収容施設は2013年現在、通常の状態で 650人を収容できる。ここには、バイエルン全土の難民申請者収容施設（集合住宅）に分配される前の数か月間、難民申請を行った外国人が収容される施設である。650人の難民申請者を収容できるこの施設を、2014年には1,100人、2015年には1,600人の難民申請者が通過していった。

### 学校
- 基礎課程学校 I
- 基礎課程学校 II
- ツィルンドルフ中等学校
- ツィルンドルフ州立実科学校
- オーバーアスバッハ/ツィルンドルフ市民大学
- ツィルンドルフ＝ヴィンタースドルフ国民学校

## その他
ヴァインツィールライン地区は、バイエルン州を中心に広まっているカードゲーム「シャフコプフ」に由来する、架空の「シャフコプフ＝アカデミー」のひとつが所在することになっている。
アンヴァンデン近郊のヴォルフガングスホーフでは、毎年「グリューネ・ルスト」が開催される。これは、自然の生産物やアイデアによる3日間のマーケットである。
ツィルンドルフの地場産ビールは、フランケンや周辺地域で有名である。ツィルンドルファー・ブラウエライ（ブルワリー）社がニュルンベルク・フュルトに本社を置くトゥーヒャー・ブロイ社の傘下に入った後も、この知名度は健在である。

## 人物

### 出身者
- ヘルムート・ヤーン（1940年 − ）建築家

### ゆかりの人物
- ガブリエーレ・パウリ（ドイツ語版、英語版）（1957年 - ）政治家。フュルト郡の郡議会議員を務めた。
- ジルケ・オットー（1969年 - ）リュージュ選手。2002年ソルトレークシティオリンピックおよび2006年トリノオリンピック金メダリスト。2008年からツィルンドルフの市議会議員を務めている。

## 参考図書
- Johann Kaspar Bundschuh (1804). “Zirndorf”. Geographisches Statistisch-Topographisches Lexikon von Franken. Band 6: V–Z. Ulm: Verlag der Stettinischen Buchhandlung. p. 538 2020年1月12日閲覧。
- Bayern I: Franken. Dehio (2 ed.). München. (1999). p. 1234
- Festschrift "75 Jahre Zirndorf". Herausgeber Stadt Zirndorf. (1987)
- August Gebeßler (1963). Stadt und Landkreis Fürth. Bayerische Kunstdenkmale. 18. München: Deutscher Kunstverlag. pp. 172–179
- Hanns Hubert Hofmann (1954). Nürnberg-Fürth. Historischer Atlas von Bayern, Teil Franken. I, 4. München: Komm. für Bayerische Landesgeschichte. pp. 191–192 2020年1月12日閲覧。
- Hanns Hubert Hofmann (1954). Nürnberg-Fürth. Historischer Atlas von Bayern, Teil Franken. I, 4. München: Komm. für Bayerische Landesgeschichte. p. 235 2020年1月12日閲覧。
- Wolf-Armin von Reitzenstein (2009). Lexikon fränkischer Ortsnamen. Herkunft und Bedeutung. Oberfranken, Mittelfranken, Unterfranken. München: C. H. Beck. p. 253. ISBN 978-3-406-59131-0
- Gottfried Stieber (1761). “Zirndorff”. Historische und topographische Nachricht von dem Fürstenthum Brandenburg-Onolzbach. Schwabach: Johann Jacob Enderes. pp. 992–994 2020年1月12日閲覧。
- Pleikard Joseph Stumpf (1853). “Zirndorf”. Bayern: ein geographisch-statistisch-historisches Handbuch des Königreiches; für das bayerische Volk. Zweiter Theil. München. p. 746 2020年1月12日閲覧。
- Wolfgang Wiessner (1963). Stadt und Landkreis Fürth. Historisches Ortsnamenbuch von Bayern. 1. München: Kommission für Bayerische Landesgeschichte. pp. 106–108
- Friedrich Mader; Helmut Mahr (1988). Zirndorf, Eindrücke einer Stadt. Verlag Bollmann Zirndorf

これらの文献は、翻訳元であるドイツ語版の参考文献として挙げられていたものであり、日本語版作成に際し直接参照してはおりません。

## 訳注
1. ↑  シュヴァーベン都市同盟とバイエルン公との間で1387年から1389年に行われた戦争